# Amerikakaj
Amerikakaj er en ca. 700 meter lang vej på Østerbro langs Søndre Frihavns vestre bassin, parallel med Dampfærgevej. I den sydlige ende mødes Amerikakaj med Indiakaj og Kalkbrænderihavnsgade. Amerikakaj er brostensbelagt og spærret for biltrafik. Mod nord ender vejen i DFDS’ store passagerterminal, hvor Oslobådene ”M/S Crown Seaways” og ”M/S Pearl Seaways” lægger til. 

## Historie
Amerikakaj fik sit nuværende navn i 1965 efter den kaj i Frihavnen, hvor bådene til Amerika lagde til. Herfra sejlede mange af de store skibe, der sejlede på rutefart til og fra Amerika. Før 1965 hed den Vestkaj.
Frihavnen blev anlagt 1891-94. En frihavn er et afspærret havneområde med kajer, pakhuse og plads til industri, der betragtes som "neutralt" og liggende uden for et lands toldgrænser. Varer kan derfor indføres, oplægges, forarbejdes og genudføres uden toldmæssige konsekvenser.
Der var flere forskellige mindre havne i Svanemøllebugten inden Frihavnen blev anlagt. Idéen om en frihavn kom fra frygten for anlæggelsen af Kielerkanalen. I København frygtede bystyret at al den profitable handel og transport mellem Østersøen og verdenshavet herefter ville snige sig udenom Københavns havn.
På Amerikakaj ligger endnu flere af de gamle pakhuse, hvoraf nogle er restaureret og indrettet til nye formål, bl.a. er der en teaterscene for småbørn (Teatret på Hjul i nr. 10) og en restaurant M/S Amerika, der dog formelt set har adresse på Dampfærgevej 8.
Pakhus nr. 12 er udsmykket med sandstensrelieffer, bl.a. af en kvinde, der sidder og spinder. Det er et synligt minde om den textil- og uldindustri, der engang lå på stedet. 
Andre steder på kajen er de oprindelige pakhuse revet ned og erstattet med moderne, eksklusive boliger.
I 1950'erne – hvor Østerbros indbyggertal var højst – finder man på Vestkajen – som den som omtalt hed dengang – registreret adskillige grosserere og manufakturhuse, American Tobacco Company, manufakturhandleren Bulldog, korsetfabrikken ”Lastic”, m.fl.
Langs kajen lå i en periode et par fine sejlskibe af træ.
12. februar 2017 sank en husbåd af ukendte årsager, mens den lå ved kajen. Husbåden havde ligget der i en årrække, er 17-18 meter lang med tre dæk og delvist bygget i cement. Efter at den sank, blev der sendt dykkere i vandet, der dog kunne konstatere, at der ikke havde været nogen om bord. Husbåden blev efterfølgende fisket op af en flydekran 17. februar og sejlet ud til Nordhavnen.

## Emigrationsmonument
På kajen ved Dampfærgevej 24B står et monument, der markerer, at de danske mormoner som nogle af de første danske begyndte udvandringen til USA i 1852. Det er udformet som en kvindeskulptur, "Kristina", til minde om de udrejsende danskere. Hun var en ung pige fra Vendsyssel, der i 1866 emigrerede til Utah med sine forældre, og var én blandt de ca. 17.000 danske mormoner, der udvandrede til Amerika. Figuren er lavet af billedhuggeren Dennis Smith (f. 1942), der har udført et symbolsk portræt af sin oldemor, Kristina Beck Petersen (ca. 1850-1941). Rundt omkring skulpturen er der indlagt navne på andre udvandrere i brostensbelægningen.